# Йоанна Гаартті
Йоанна Гаартті (нар. 14 квітня 1979, Фінляндія) – фінська акторка. Найбільш відома своєю театральною творчістю. Також знімалася у кількох фільмах та на телебаченні.

## Життєпис
У 2008 закінчила магістратуру в Гельсінській театральній академії.  
Також навчалася на факультеті мовлення та драматичного мистецтва Снелльманського університету.
Найвідоміші ролі Гаартті – "Сильвія" у постановці Фінського національного театру "Rakkaudesta minuun" ("Любов до мене") (2006), роль Форі Біт у мюзиклі міського театру Турку (2007), роль у   постановці Театру Юркка "Näytät vieraalta rakas" ["Дивишся дивно, кохання"] (2009), роль Маріон у постановці Фінського національного театру "Крістуксен Морсіамса" ["Наречена Христа"] (2010)  та головна роль Біллі Тіптон у постановці "Soita minulle Billy" ["Називай мене Біллі"] в Театрі Юркка (2011) і вдруге – на Гельсінському фестивалі (2012).
Крім того, Йоанна знялася у фільмах «Чоловіча праця» (2007), «Принцеса» (2010), «Hiljaisuus» [«Тиша»] (2011), і як ведуча в шоу «Чи треба мені піклуватися про все?». Номінована на Оскар за роль у короткометражному live-фільмі.  
На телебаченні Гааратті з'явилася в телесеріалі "Путус"  (2011) і однією із двох головних героїнь телесеріалу «Haamukirjoittaja» [«Привид письменника»]. 

## Особисте життя
Нині Гаартті перебуває у стосунках з акторкою Мінною Гаапкіля.  

## Фільмографія
- Чоловіча праця (2007) [2]
- Принцеса (2010)
- Hella W (2011)
- Risto (2011)
- Hiljaisuus (2011)
- Чи потрібно подбати про все? (2012), [13] номінована у 2013 на кінопремію "Оскар" за короткометражний фільм.[5] [6] [7]
- Фатіма (2013)
- Haamukirjoittaja (2015)
- Armi elää! (2015)
- Найщасливіший день у житті Оллі Мякі (2016)